# 葉東安
葉東安（英語：T.T. Yeh，1957年1月17日－），暱稱東東，臺灣男歌手吉他手作曲家填詞人
祖籍南陽堂葉氏後裔，1957年出生於臺灣台東縣台東市音樂世家。是著名的歌唱家、吉他表演者。有著獨特的吉他手法與渾厚嗓音。因參與《五燈獎》《六燈獎》賽事而在演藝界嶄露頭角，1987年正式以歌手身分出道。

## 音樂歷程
1977　榮獲台視五燈獎。
1978　榮獲首屆中視六燈獎吉他彈唱冠軍。
1979　榮獲中華民國第15屆文藝金像獎﹑〝最佳配樂獎〞。
1980　主持台視〝快樂小天使節目〞作詞作曲製作發行兒童音樂帶五百餘首。
1984　國慶晚會百人吉他樂團編曲指揮。
1985　榮獲創作歌謠〝四季的愛〞唱片金曲。
1985～1986　創作電視卡通影片〝小水精〞主題曲、插曲。
1987　美國紐約首屆世界華人教育協會及第十一屆世界文化大會節目企劃演出。
1988　〝梅花訪問團〞東南亞多國巡迴演出。
1990　〝心韻樂坊〞應海外國建會赴美東、美南、加拿大巡迴演出。
1992　僑務委員會華光訪問團歐洲九國巡迴演出。
1994　北京民樂團等合錄〝深情中國〞發燒音響CD紀念特輯。
1995　日本東京都音樂演唱會及發表〝我愛台北〞行動委員會主題曲；及應邀赴薩爾瓦多、尼加拉瓜、瓜地馬拉、宏都拉斯、哥斯大黎加等中南美洲多國演唱；並創作電視公益廣告〝瑪利亞天使〞主題曲；為農委會企劃製作第一屆〝我愛米食〞歌謠大賽。
1997　榮獲首屆財團法人楊丁熱心公益獎。
1998　外交部、新聞局、教育部、文建會邀赴印度、泰國、紐西蘭、澳洲演出。
1999　代表台灣參加第四十二屆亞太影展，韓國濟州島演唱；僑務委員會海華綜藝訪問團美加東岸巡迴演出及台灣藝術館企劃〝迎春戲曲〞系列活動。
2000　僑委會華夏綜藝訪問，美加西岸巡迴演出，節目企劃、製作、主持。
2001　歐洲英、法、德、意、奧、比、瑞士華光訪問團巡迴演出團長及節目主持、企劃製作。
2002　率領〝小華光團〞赴德國地區春節巡迴演出；台北社教館音樂沙龍個人獨唱會；群星會節目主持人兼演唱。雙十國慶沙烏地、約旦、南非、賴索托、模里西斯巡迴演出。
2003　大洋洲、斐濟、澳大利亞、紐西蘭春節宣慰僑胞巡迴演出。雙十國慶“四海同心國慶晚會”節目主持人。
2003　雙十國慶“四海同心國慶晚會”節目主持人。
2005　新北市文化局文化列車巡迴公演。台北市民政局古厝、茶香、中秋夜節目製作演唱。
2005　雙十國慶“四海同心國慶晚會”音樂統籌及演唱。
2005　台灣光復60週年音樂饗宴節目製作及淡水河五號碼頭煙火秀。
2007　輔導會全國榮家18場巡演、雙十國慶晚會節目統籌樂團執行及演唱。
2003～2016　輔導會、慈光文教基金會（共32年演出及主持）、瑪俐亞文教基金會、新北市文化局文化列車巡迴公演、電視歌唱評審委員、法務部政風班音樂講師、中華兩岸交流協會顧問、泉州鄉村休閒旅遊顧問、福建林森研究院顧問、成立台灣蘭八旺農場。
2014　榮獲國家20年靈芝菇蕈三萜類合成技術發明專利。
2017　晉江第一屆農博會及演唱。台北國家音樂廳演唱、上海貴都酒店「因美而聚」演唱。
2018　新竹眷春風味音樂會2/26，上海音樂廳「因美而聚」演唱會11/26。
2019　研發"黑檸檬優檬烯"食研所及廈門質檢局檢測、晉江神女節演出、出席石獅海博會。

## 媒體採訪
- 十一個燈的五燈之星-專訪吉他彈唱比賽五度五關得主葉東安 （页面存档备份，存于）

## 外部連結
- 葉東安的Facebook專頁